# Корона Святого Іштвана
Корона Святого Іштвана (угор. Szent Korona) — традиційна корона угорських королів, що визнається одним з головних символів угорської державності. Це єдина корона, котра й сьогодні вважається священною[джерело?], звідси друга назва — «Свята корона Угорщини».
Існує декілька теорій про походження корони, й деякі характерні особливості повторюються від версії до версії. За однією з них, корона складається з двох частин: верхньої та нижньої. Друга має написи грецькою, у той час як перша — написи латиною.
Друга теорія каже, що корона належала королю Іштвану, якого було канонізовано надалі. За цією версією до Угорщини корона була повернута папою Сильвестром II у 1001. За час свого існування корона належала 55 угорським королям. Все ж, двох правителів не вінчали цією короною — Яноша II Зиґмунда та Йосипа II.
За часів правління королеви-регента Ізабелли Ягеллонки, в 1551 році, коли вона була змушена, під тиском Австрії, залишити Трансильванію, корона потрапила до рук імператора Фердинанда І. За словами польського літописця, королева Ізабелла відламала хрест на горі Корони святого Стефана для свого сина Яноша II Сигізмунда Заполья, якого коронували іншою Угорською короною.
У 1805—1806 корону ховали від Наполеона у Мукачівському замку.
Останнім, вінчаним на царство цією коронаційною короною, став Карл IV, чия коронація відбулась 30 грудня 1916 року. 1946 року Угорщина стала республікою. З 1951 року корона зберігалась у США, але 1978 року знову повернулась до Угорщини. З 1 січня 2000 року (з приводу святкування 1100-річчя державності Угорщини) корона виставляється в центральному купольному залі Парламентського палацу в Будапешті. Перші двадцять хвилин кожної години біля коронаційних регалій в будівлі парламенту стоїть почесна варта в історичній уніформі.

## Цікаво
Пам'ятник з міні-копією «Святої корони» має вигляд прямокутного стовпа з чорного полірованого каменю, на якому угорською мовою зафіксовані основні історичні віхи, що стосуються предмету вшанування. Текст українською є на тильному боці постаменту, однак оскільки пам'ятник встановлено на газоні і заднім боком мало не впритул до огорожі, то ні побачити, ні прочитати його неможливо. у 1805 році корона перебувала в Ужгороді, Середньому, Мукачеві. Згори на камені встановили бронзову міні-копію корони Святого Іштвана на подушці — так, як цю угорську реліквію експонують зараз у будівлі парламенту Угорщини в Будапешті. Автором міні-корони є Михайло Колодко. Міні-корону встановлено біля Генерального консульства Угорщини в Ужгороді 19.03.2019 р.

## Світлини

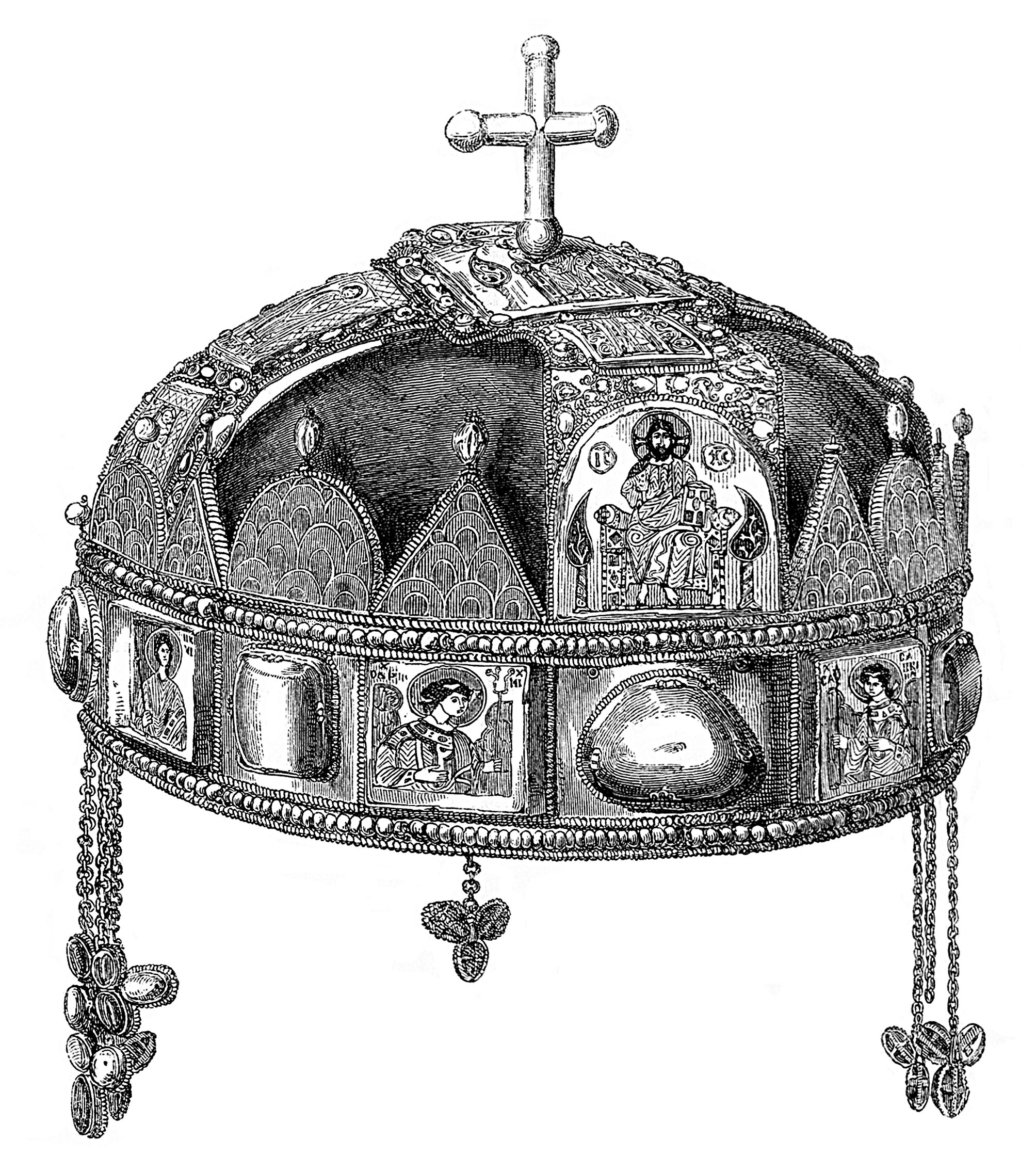
Корона Святого Іштвана, 1857 рік
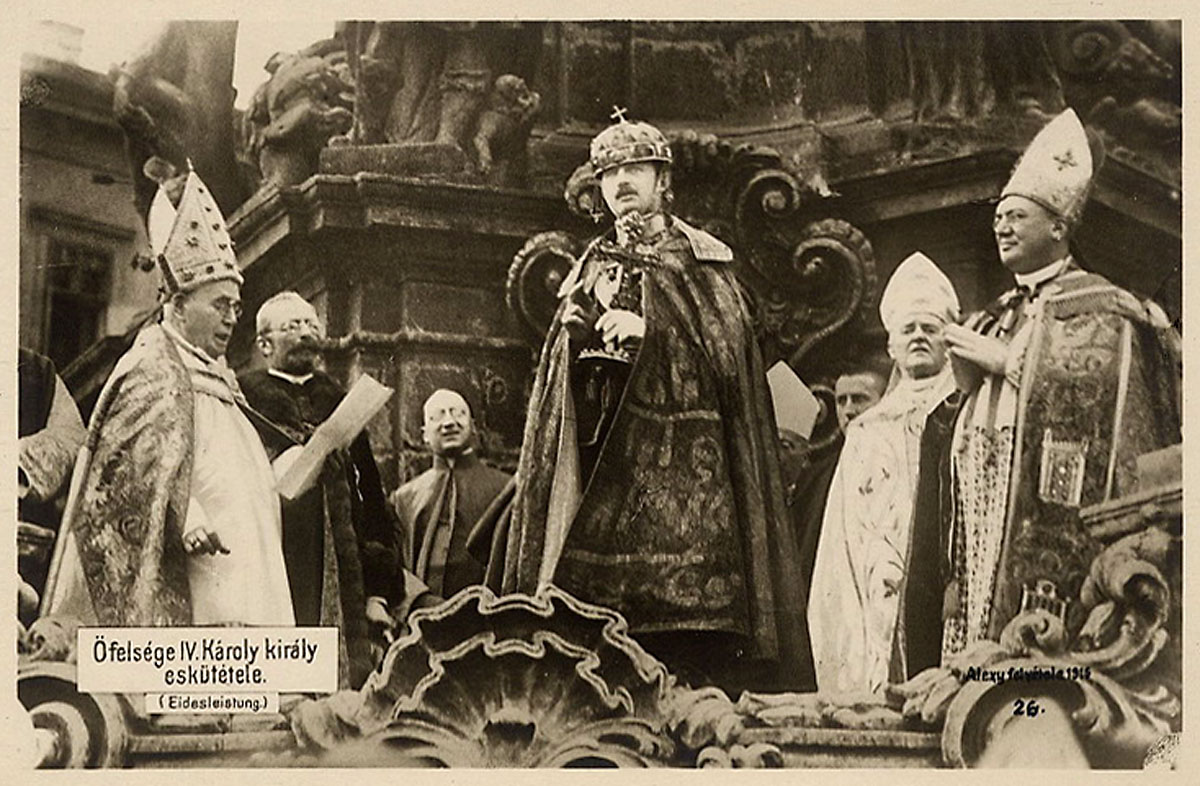
Коронація Карла I
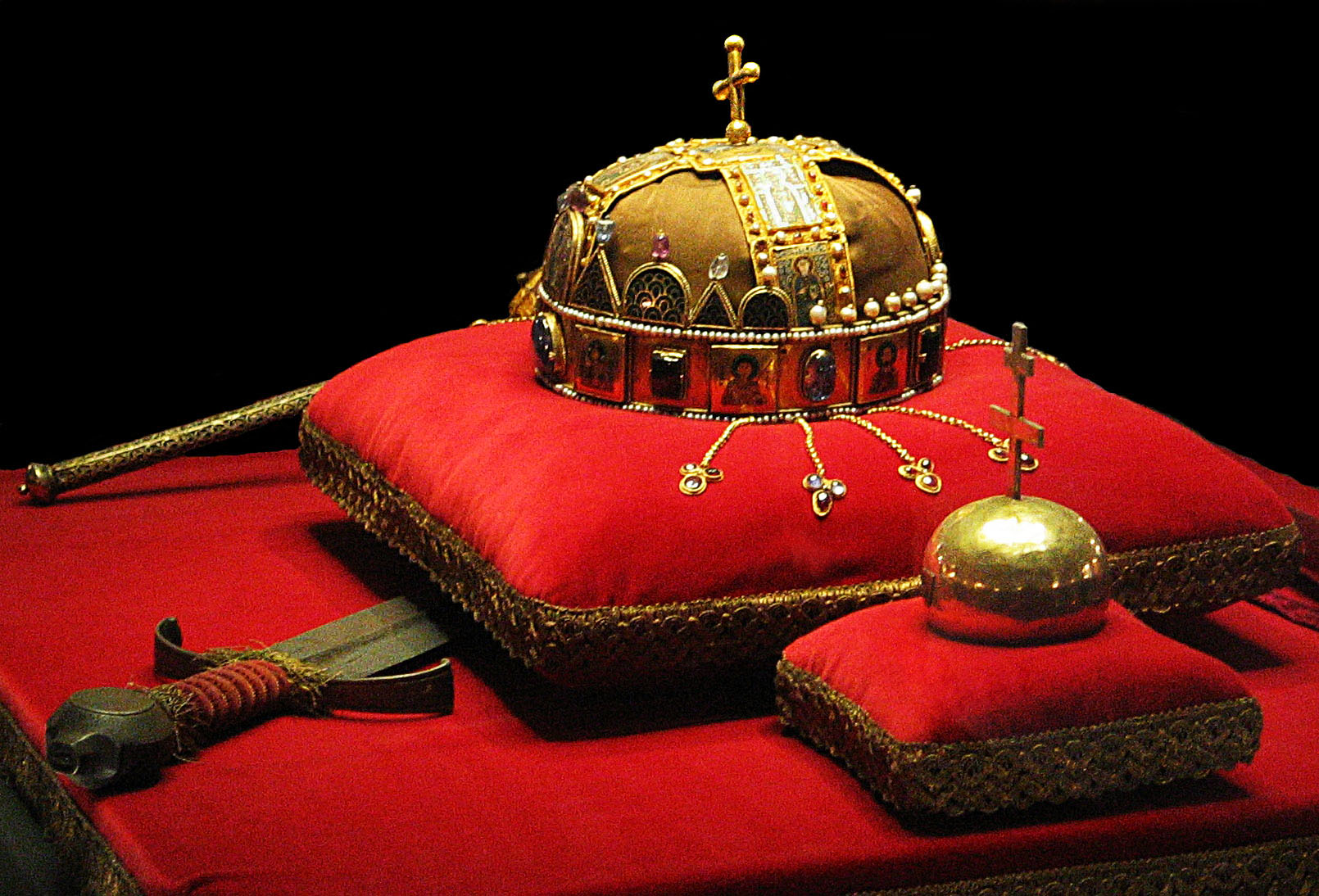
Угорські королівські регалії
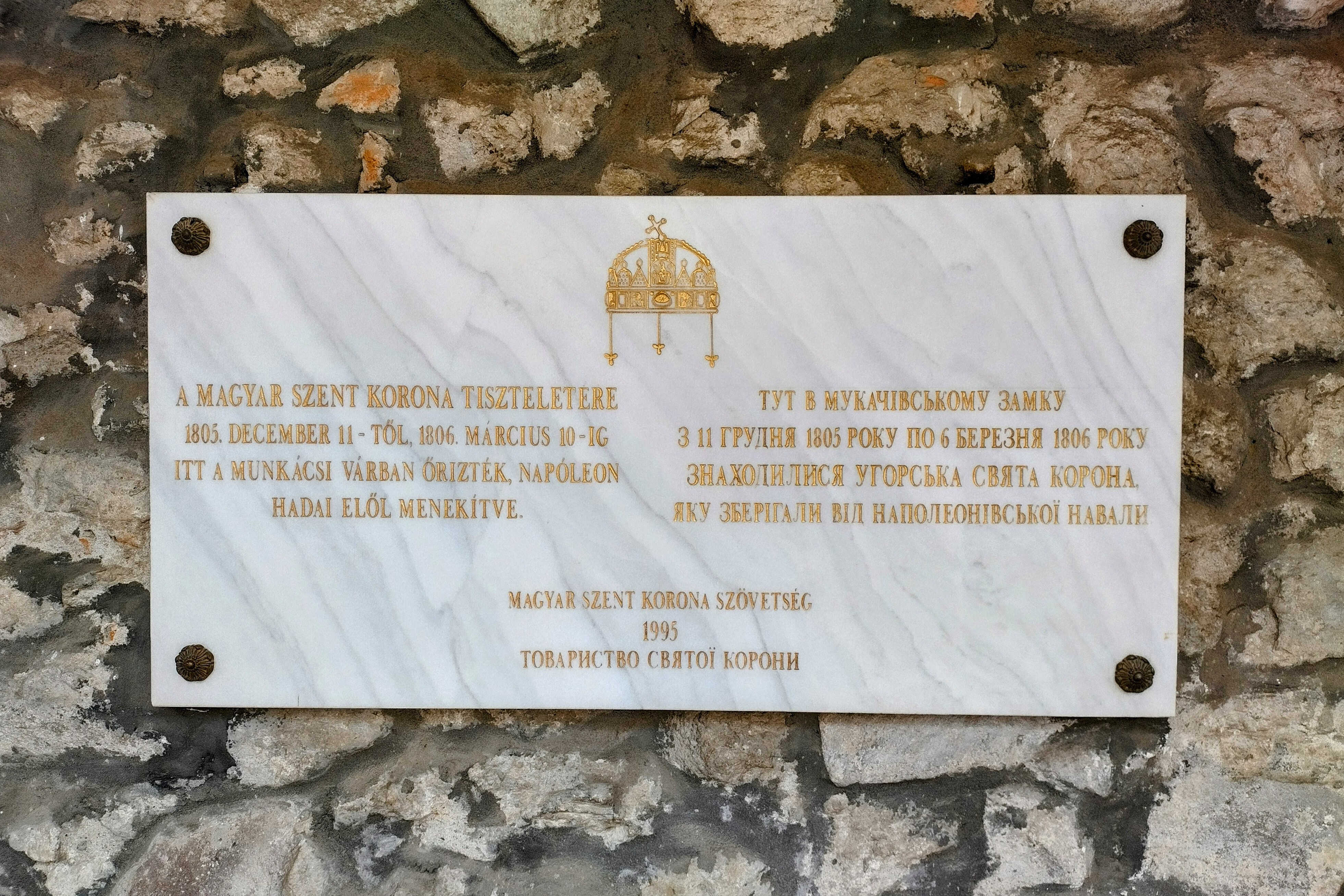
Меморіальна таблиця про охорону Святої корони в Замку Паланок
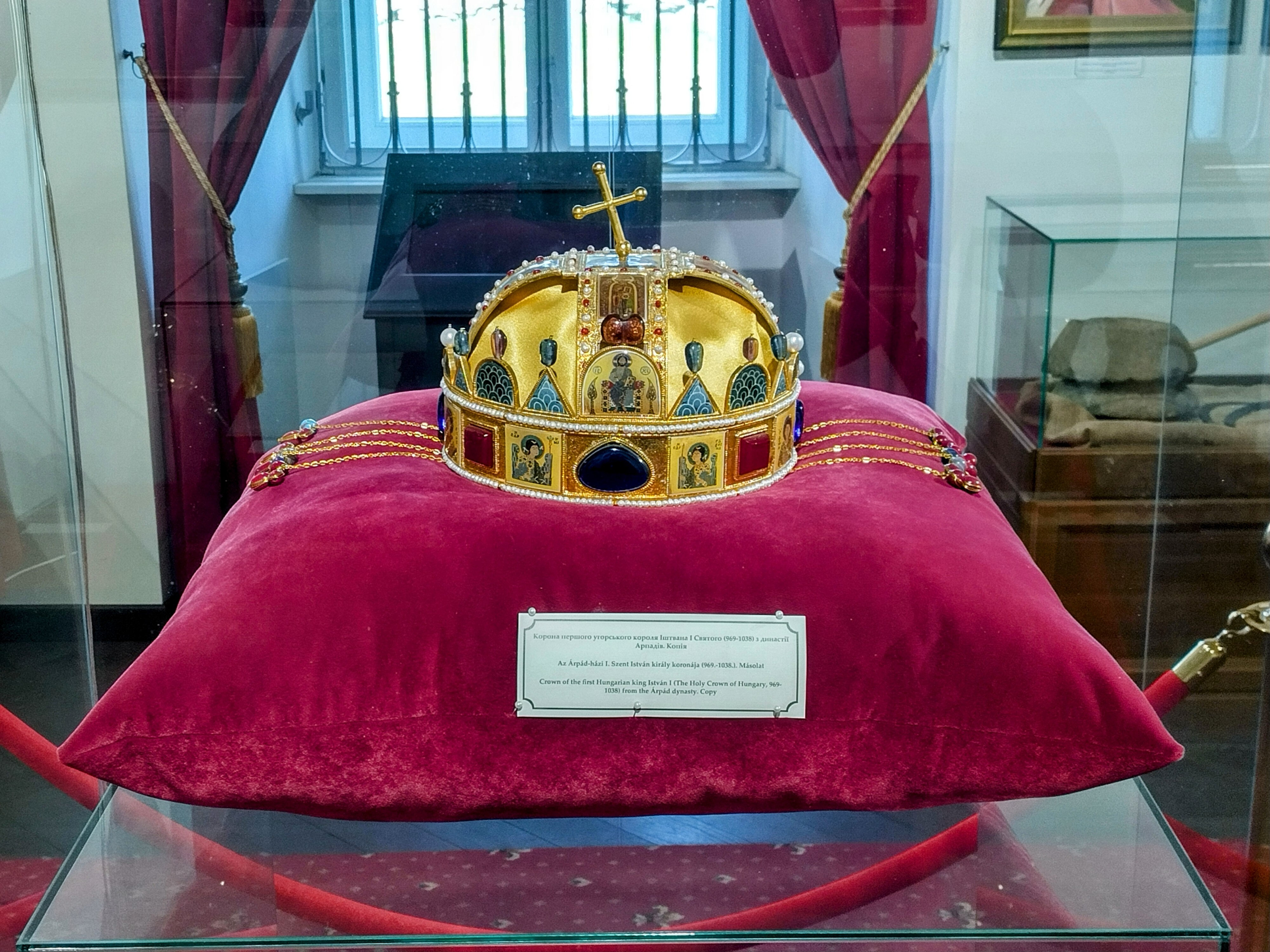
Свята корона в експозиції Закарпатського краєзнавчого музею